# 安省
安省（法語：Ain，法語發音：[ɛ̃] ⓘ）是法国的一個省（編號01），省会布雷斯地区布尔格，與萨瓦省、上萨瓦省、罗讷省相鄰，同瑞士毗連。安省擁有良好的交通網絡（法國高速列車、高速公路），鄰近里昂及日內瓦兩大國際機場。
安省下分四個地區：布雷斯、栋布、比热和熱克斯。這四個各有特色的地區造就了安省的多樣性及充滿活力的經濟發展。布雷斯主要是以穀物種植、牲畜飼養、奶類及乳酪生產和家禽養殖等農業與農產加工業為主。東布的漁業養殖與比熱的葡萄栽培分別是當地的重要經濟活動。本省產業的高度多樣性是伴隨著奥约纳地區的塑膠產業（有「塑膠谷」之稱）。
由於當地中小企業的工業性質與緊密的網狀組織，安省躋身全法國經濟成長最快速的省分之一。當地失業率遠低於全國及大區。除了出口導向型中小企業，一些在全國或國際上擁有領導地位的大型企業也設立於此。
不過，安省依然十分重視其歷史及文化遺產，像是美食（沃纳的Georges Blanc餐廳）、布雷斯的年度家禽競賽和旅遊業（346座古蹟、14座博物館、生態旅遊與滑雪）。

## 歷史
安省是1789年法國大革命時所創建的83省之一，由比热、栋布、热克斯及部份弗朗什-孔泰省組成。
1798年至1814年時热克斯由莱芒省管轄；1967年西南部的六個市镇脫離安省，加入里昂城市社區（communauté urbaine de Lyon）。

## 地理
安省被安河切成東西兩塊，西邊由平原及些許的高原組成；東邊則是汝拉山脈。安省直接屬於羅訥阿爾比斯大區管轄。

## 經濟
安省的失業率只有5%（罗讷-阿尔卑斯大區為7%，全國為8%），11,500家中小企業所形成的緊密網狀結構與成長快速的出口導向經濟（德國、義大利、西班牙為主），讓安省成為全法國經濟最活躍的地區之一。

### 工業
不同於其農業印象，安省是一個高度工業化地區。除了許多中小企業，還有數個具有國際聲望的大型企業座落於此（例如Roset-Cinna、Grosfillex、Carrier、Smoby-Berchet、CIAT、雷諾卡車、Tréfileurope）。安省有三分之一的就業人口是屬於工業或公共工程部門，讓此地成為全法國工業化程度第六高的省份，也是羅納-阿爾卑斯大區中工業化程度最高的地區。中小企業是該省工業發展的最大推手。員工大於500人的企業只佔全工業雇用人口的27%，員工小於100人的企業則佔了47%。
有一半的工業從事人員（除了公共工程部門）是屬於三個主要部門：
塑膠產業以奥约纳市為中心，具有高生產力，且享有良好的聲譽。「塑膠谷」（Plastics Valley）占全法國塑膠產業十分之一，是歐洲塑膠企業最集中的地區。設立於此的349家企業共有11,000名員工，相當於四分之一的第三級產業人口（不包含公共工程）。在奥约纳地區，高達四分之三的工作人口與塑膠產業有直接或間接相關。
農業主要位於布雷斯地區，從業人口超過5,000人。布雷斯地區布爾格有超過五分之一的就業人口是在肉類產業和罐頭食品工廠。農工業的支柱是提供大量高品質產品的高效率農業，以及數間在產業中具有領導地位的企業。具有象徵意義的家禽業只有350名從事人員。
1992年，布雷斯地區布爾格市、安省與當地商會成立科技平台「Alimentec」。其任務是農工業的應用研究、技術支援、技術轉移和高等技術教育。Alimentec優先活動有三項：通風系統、塑料包裝和應用衛生。
安省的工業結構也讓金屬加工（電纜、拉絲、電線）和機械工業（汽車工業，法國最重要的貨車製造區）出現數間大型企業（Tréfileurope、阿爾卡特電纜、雷諾卡車）。鑄造，金屬加工和電力產業約有8,200名員工。由於這些產業的多樣性及分散各地，尚未出現類似於塑膠產業的極化效應。
高達12,900名員工的公共工程部門是該省經濟的重要部門。約有四分之一的工業人口是屬於此部門。未來建築業的發展將受益於安省的經濟與人口成長。
由於擁有廣大的森林（全省總面積三分之一），林業到2007年9月為止約有4,500名員工。
核工業是安省另一項產業。位於比熱的核電廠提供全國4.2%的電力，員工超過1,350名，並確保供應鏈中的企業雇用人口。每日約有300至1,000名外地員工到電廠工作。
除上述的塑膠谷及許多地方提議成立的小型工商園區，安省並計畫成立大型工業園區。這座占地700公頃的園區將成為羅納-阿爾卑斯大區的重工業中心。

### 農業
多元化的農業（家畜和家禽飼養、牛奶和奶製品、穀物、蔬菜和葡萄）生產出贏得全國和國際聲譽的產品。尤其是布雷斯的家禽，熱克斯、格列日和布雷斯的乳酪（Bleu），栋布的鯉和鱘魚，以及比熱的葡萄酒。
全省的農場共有5,170座。過去25年，農場的數量已逐漸減少。1979年農場數量高達14,600座，1988年減少至11,320座，到2000年時剩下6,320座。農場總面積為268,361公頃，包括耕地150,917公頃及植物栽培118,000公頃（牧場、葡萄栽培、果園、苗圃）。安省農業總產值達到5400萬歐元。其中52%（2740萬歐元）是屬於動物產品（牛、羊、豬、家禽、魚、奶類），44%（2400萬歐元）是作物產值（穀物、油科植物、葡萄酒、蔬菜、花卉）。

### 商業
安省共有5,861間商業公司，包括717間批發商（12.2%）、539間汽車經銷商與修理廠、1,643間零售商和維修商（28%）。
2006年，安省共有22,973員工及9,000名自僱人士。
每年私人家庭支出達44億歐元，其中有四分之三是流向當地的商業企業，成為當地企業與外在競爭的基礎。

### 服務業
服務業佔總企業的46,6%，總員工達55,000名。從2003年起，服務業就一直是就業人口最多的產業。服務業中，有32.2%的員工是從事企業服務。諮詢顧問與IT服務的重要性逐漸上升。教育服務及健康、社會服務也十分熱門。他們約占全服務業總從業人口的四分之一。

### 手工藝
安省擁有超過9,000家手工藝業，凸顯出這項產業在經濟上的重要性。目前該產業員工約有29,000名，是當地經濟的重要元素。

### 旅遊業

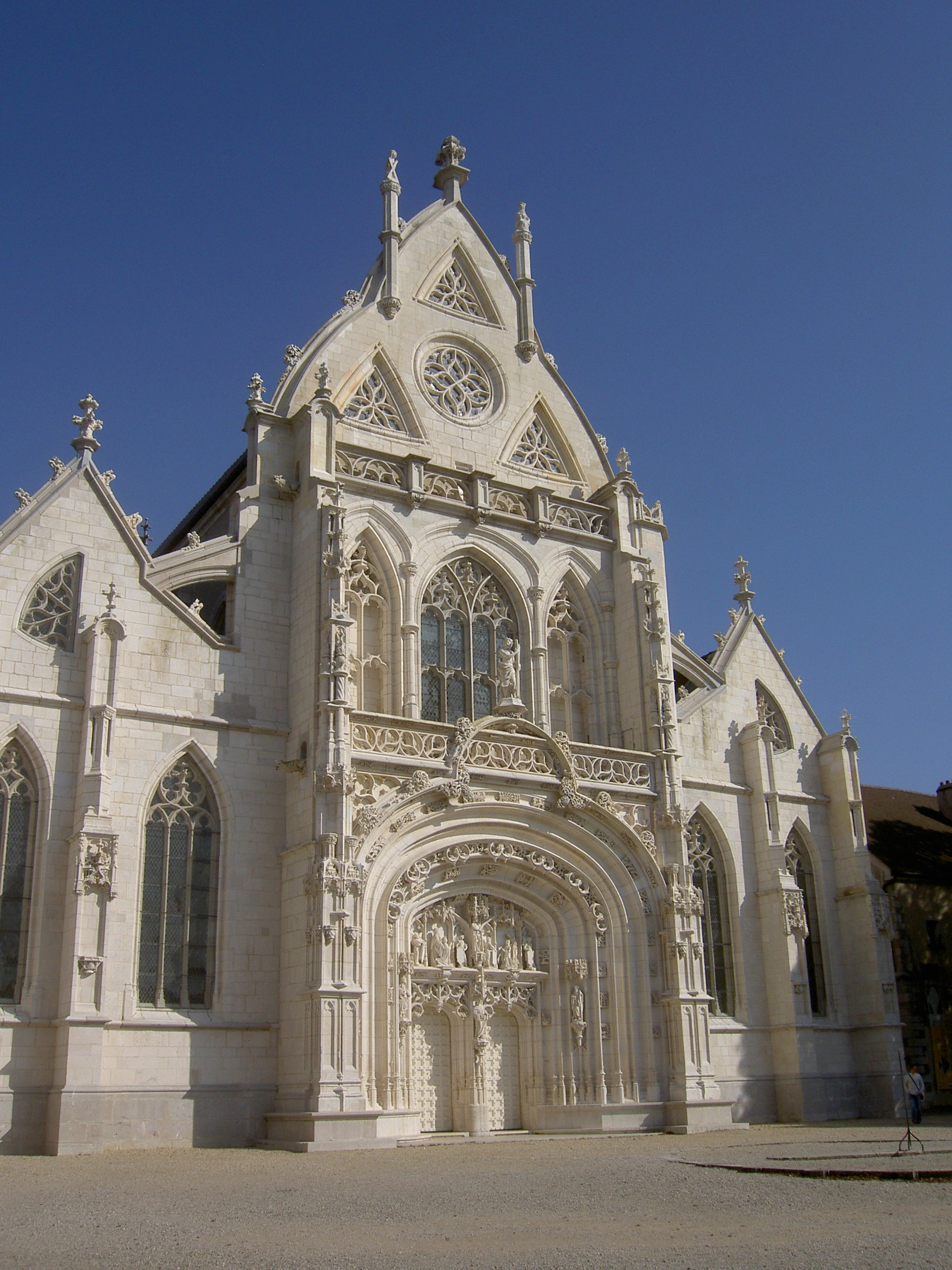
布雷斯地区布尔格教堂及修道院

旅遊業為安省帶來3億歐元的商機，並提供10,000個直接就業及10,000個間接就業機會。2006年12月，2,9%的工作人口與旅遊產業相關。
2006年，700,000名遊客來到安省參觀各項景點（博物館、城堡、宗教建築、花園與洞穴）。06年與07年冬天，由於缺乏積雪，嚴重影響冬季體育活動。每日滑雪遊客數為238,000（180,500名高山滑雪客及57,000越野滑雪客）。過去冬季的每日平均人數為465,000。
垂釣及單車旅遊（27座車道總長1,500公里）吸引了許多遊客。當地的旅遊基礎設施良好且多樣化。飯店及旅館業約有1,100家（旅館、露營地、附有廚房的民宿gîtes、度假公寓、客房等等）。總床位達40,850個。目前已註冊的獵人達15,000名，其中有3,000至4,000名獵人是在被認為是法國水鳥狩獵最佳地區的栋布活動。

### 資料來源
- （法文） 安省商會網站 （页面存档备份，存于）

## 外部連結
- （法文） 省會網站 （页面存档备份，存于）
- （法文） 省議會網站 （页面存档备份，存于）